# Kunić
Kunić is een plaats in de gemeente Plaški in de Kroatische provincie Karlovac. De plaats telt 35 inwoners (2001).